# Abada
Abada egy mitikus állat, melyet Kongóban ismernek és az unikornisra hasonlít. Egyes leírások szerint egy szarva van, mint az unikornisnak, mások szerint az abadának két görbe szarva van, melyből ellenméreg készíthető.
Az elbeszélések szerint akkora, mint egy szamár, vaddisznó farokkal; szőrzete durva.
Ismerik még Nillekma vagy Arase néven is, főleg Kurdufanban, mely Szudán központi tartománya.